# 대덕군·연기군 (1988년 선거구)
대덕군·연기군은 대한민국의 옛 국회의원 선거구이다. 당시 충청남도 대덕군과 연기군을 관할했다.

## 역사
제13대 국회의원 선거를 앞두고 금산군·대덕군·연기군 선거구에서 분리되면서 신설되었다.
1989년 1월, 대전시가 대전직할시로 승격되었다. 이 과정에서 대덕군 역시 전 지역이 대전직할시로 흡수되었다. 대덕군 산내면 일부·동면이 대전직할시 동구로, 산내면 일부는 중구로 기성면이 서구, 구즉면·탄동면·진잠면(남산리 제외)이 신설되는 유성구로 편입되었으며 동구 구 회덕면 지역과 대덕군 신탄진읍에 대덕구가 설치되었다. 이에 제14대 국회의원 선거를 앞두고 연기군 선거구는 단독 선거구를 형성하며 독립했고 나머지 대덕군 지역은 통합된 지역의 선거구에 각각 편입되면서 폐지되었다.

## 역대 국회의원
| 선거   | 정당 | 정당         | 의원   |
| ------ | ---- | ------------ | ------ |
| 1988년 |      | 신민주공화당 | 이인구 |

## 역대 선거 결과

### 대한민국 제13대 국회의원 선거
|  | 56.17% |

|  | 20.46% |

|  | 18.49% |

|  | 2.51% |

|  | 2.34% |